# Adams megye (Colorado)
Adams megye az Amerikai Egyesült Államokban, azon belül Colorado államban található. Megyeszékhelye Brighton, legnagyobb városa Thornton. Lakosainak száma 519 572 fő (2020. április 1.). Adams megye Weld, Morgan, Washington, Arapahoe, Denver, Jefferson és Broomfield megyékkel határos.

## Népesség
A megye népességének változása:
| Lakosok száma | 443 492 | 451 709 | 460 057 | 469 193 | 491 337 | 519 572 |
|               | 2010    | 2011    | 2012    | 2013    | 2015    | 2020    |